# Железнодорожный музей Найроби
Железнодоро́жный музе́й Найро́би (англ. Nairobi Railway Museum) открыт на территории железнодорожной станции Найроби в 1971 году.

## О музее
Основой музея при его создании послужила коллекция первого куратора музея Фреда Джордона, который с 1927 года работал на железных дорогах Восточной Африки.
В музее экспонируются документы, фотографии, железнодорожное оборудование, а также локомотивы (преимущественно британского производства) и вагоны. При музее действует библиотека.
Среди экспонатов представлен, помимо прочего, моторизованный рельсовый инспекционный велосипед, который проходил испытание в 1950-е годы. Результат испытаний оказался отрицательным: колёса велосипеда соскальзывали с рельсов.
Рельсы музея связаны с рельсами станции Найроби, поэтому у посетителей бывает возможность совершать экскурсионные поездки на исторических локомотивах.

## Экспонаты музея

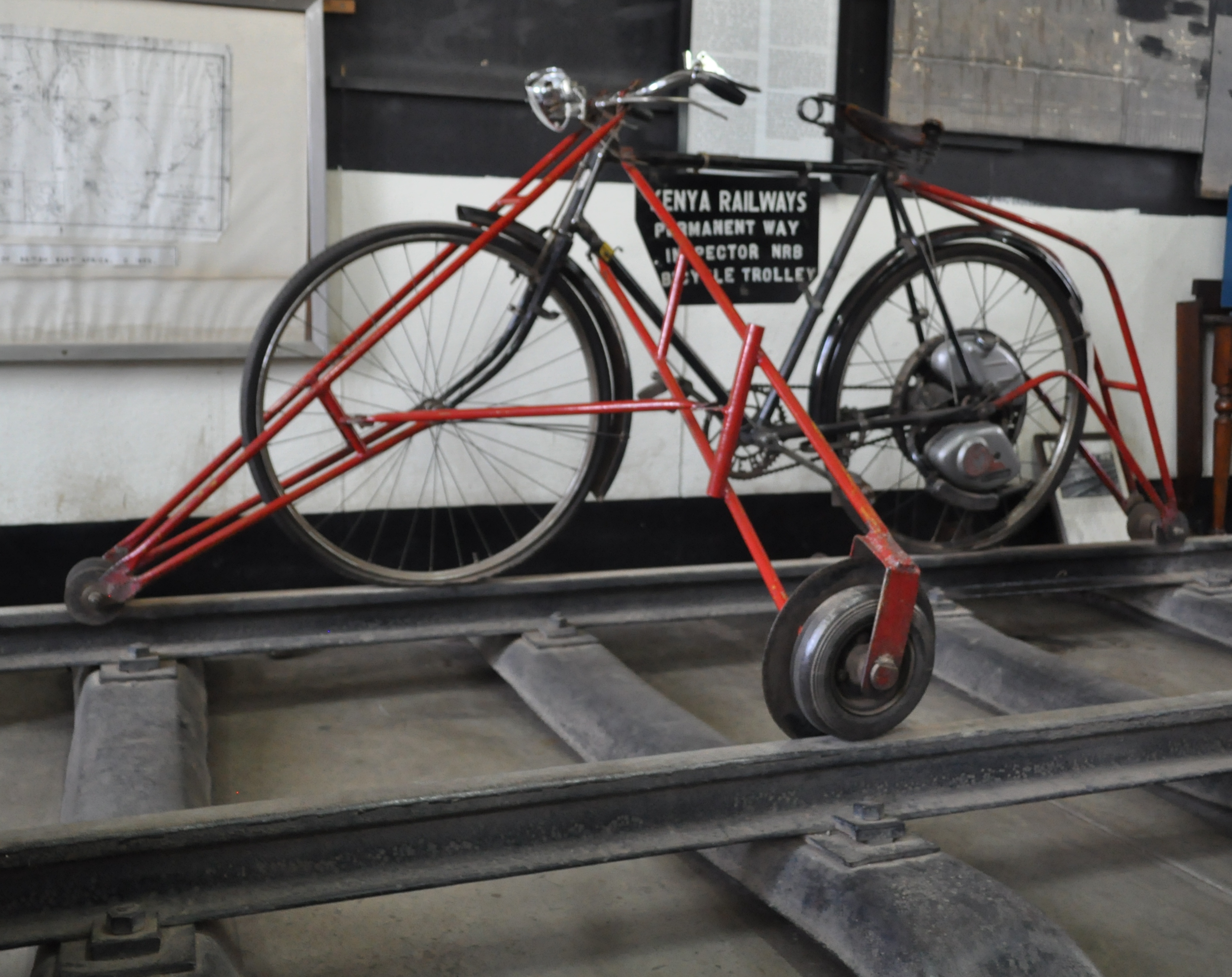
Рельсовый велосипед
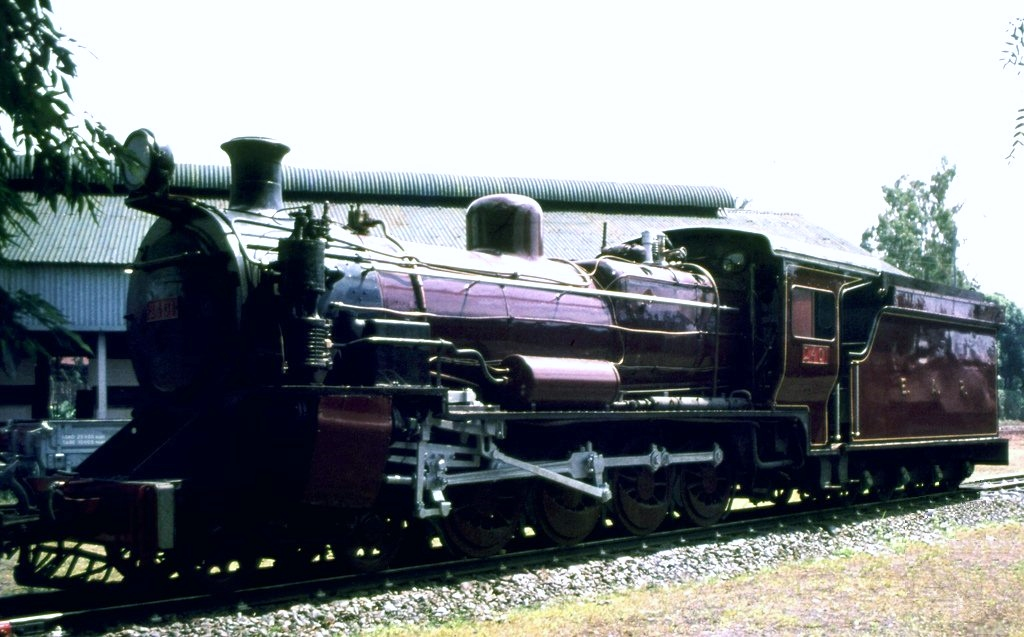
Локомотив 2401
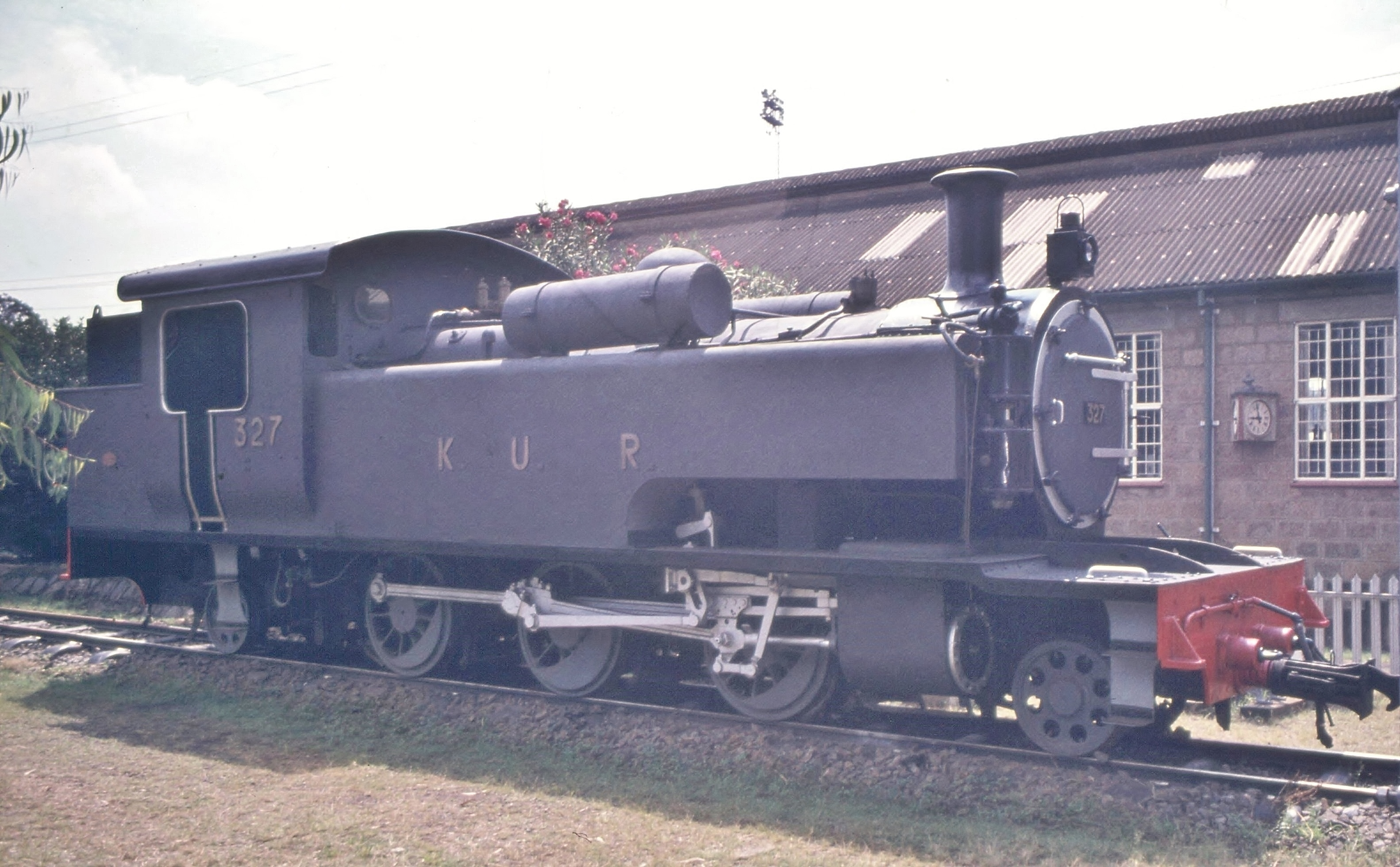
Локомотив 327
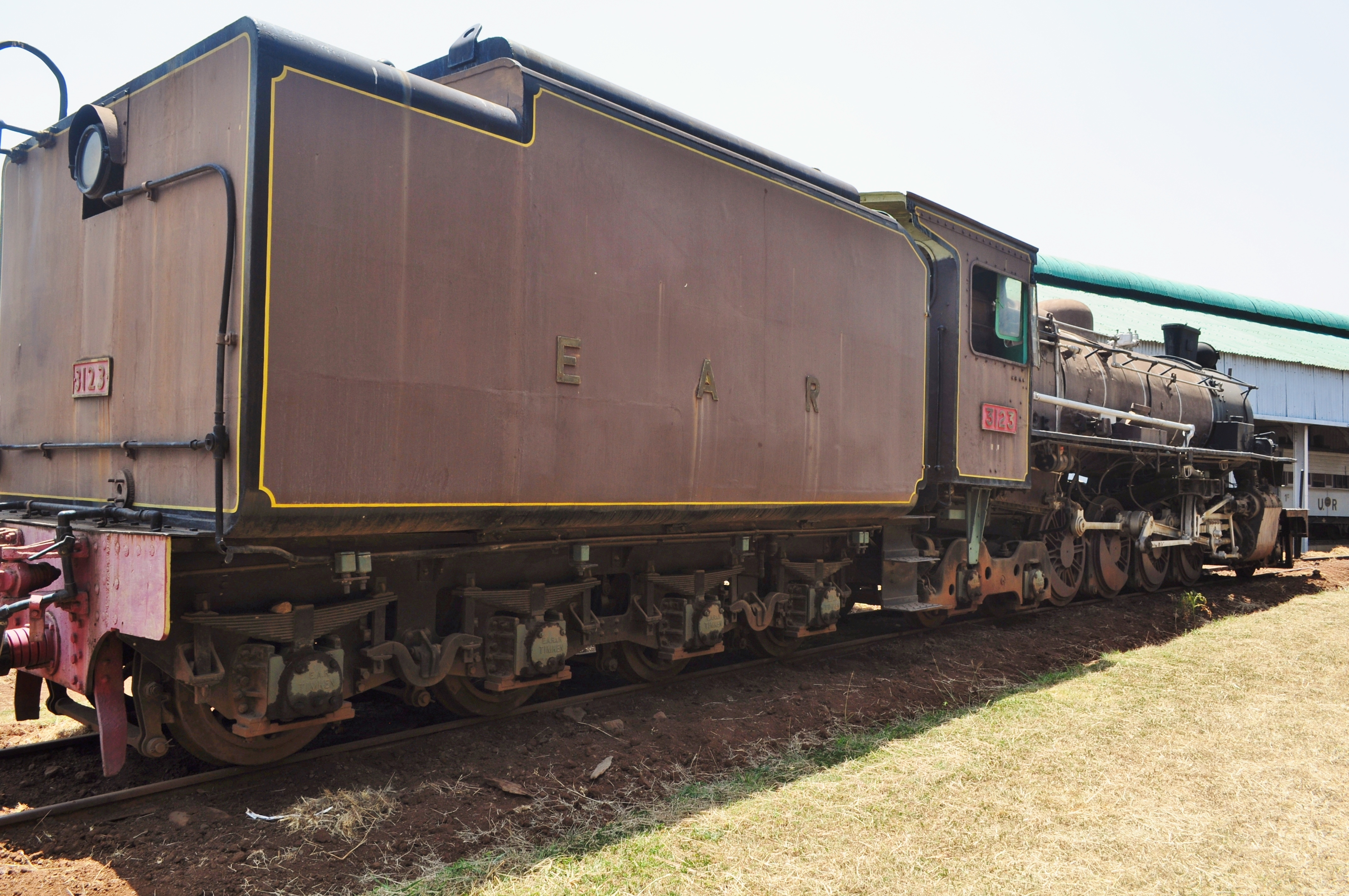
Локомотив 3123 «Bavuma»
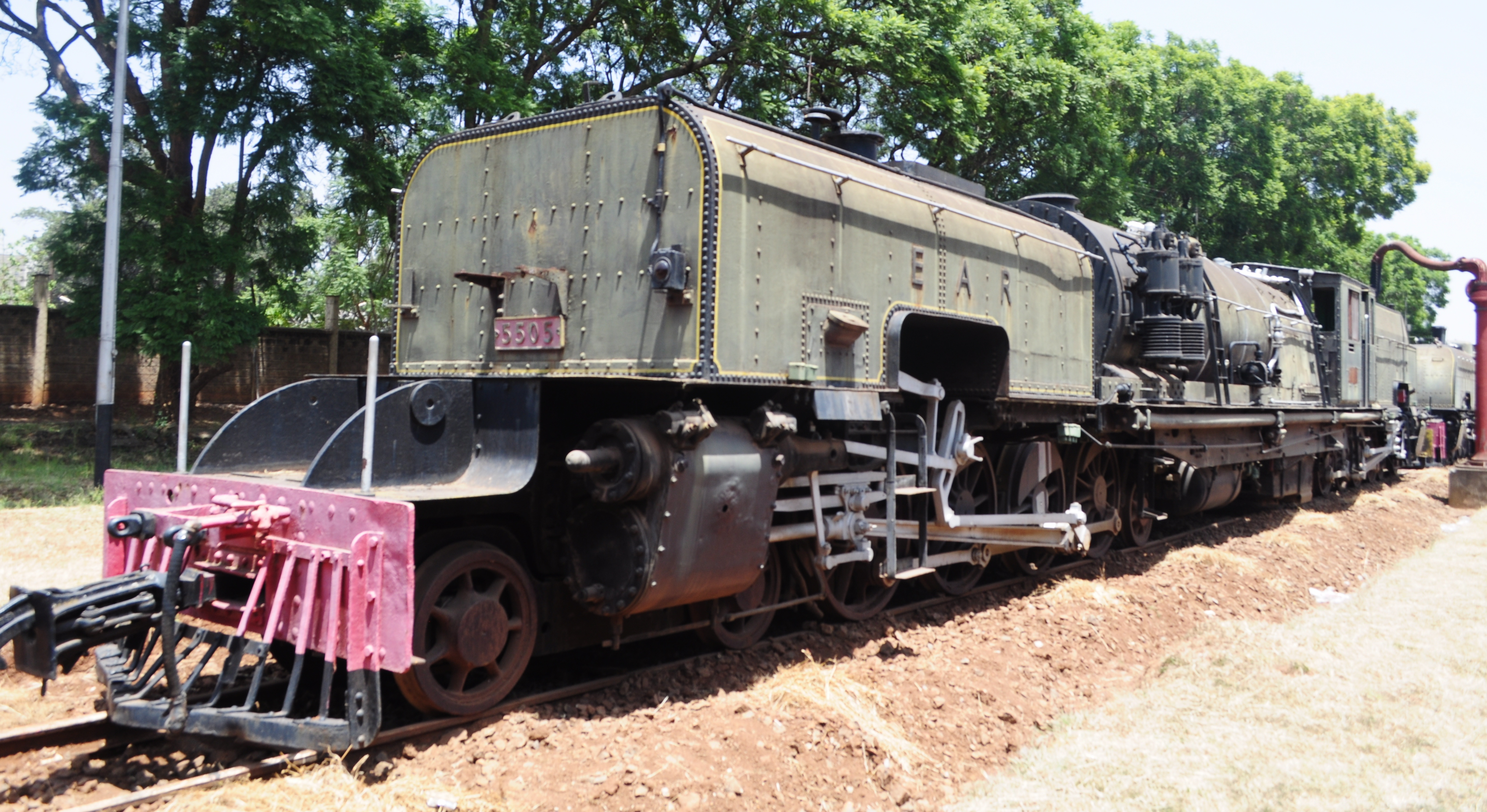
Локомотив 5505
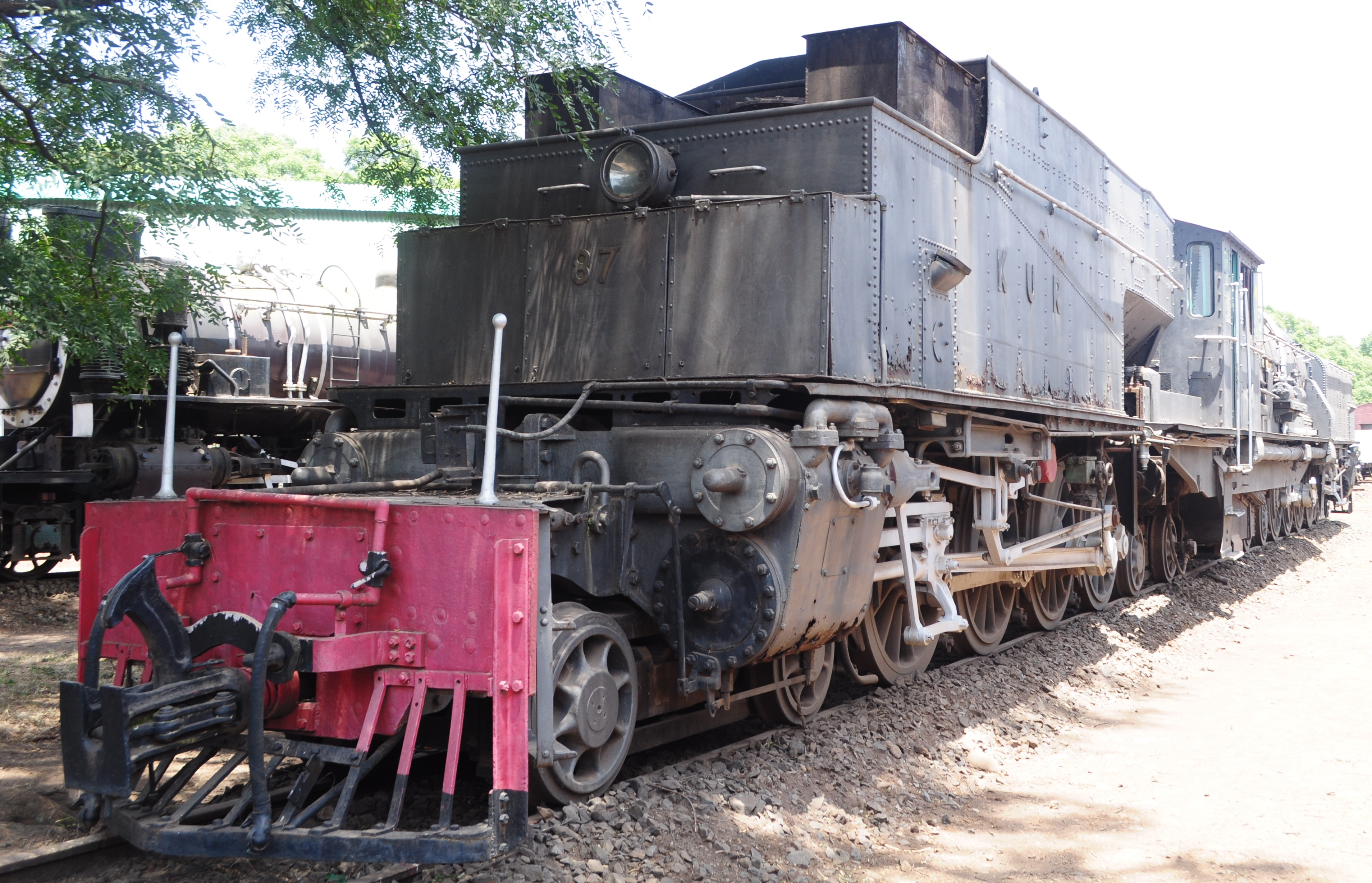
Локомотив 87 «Karamoja»
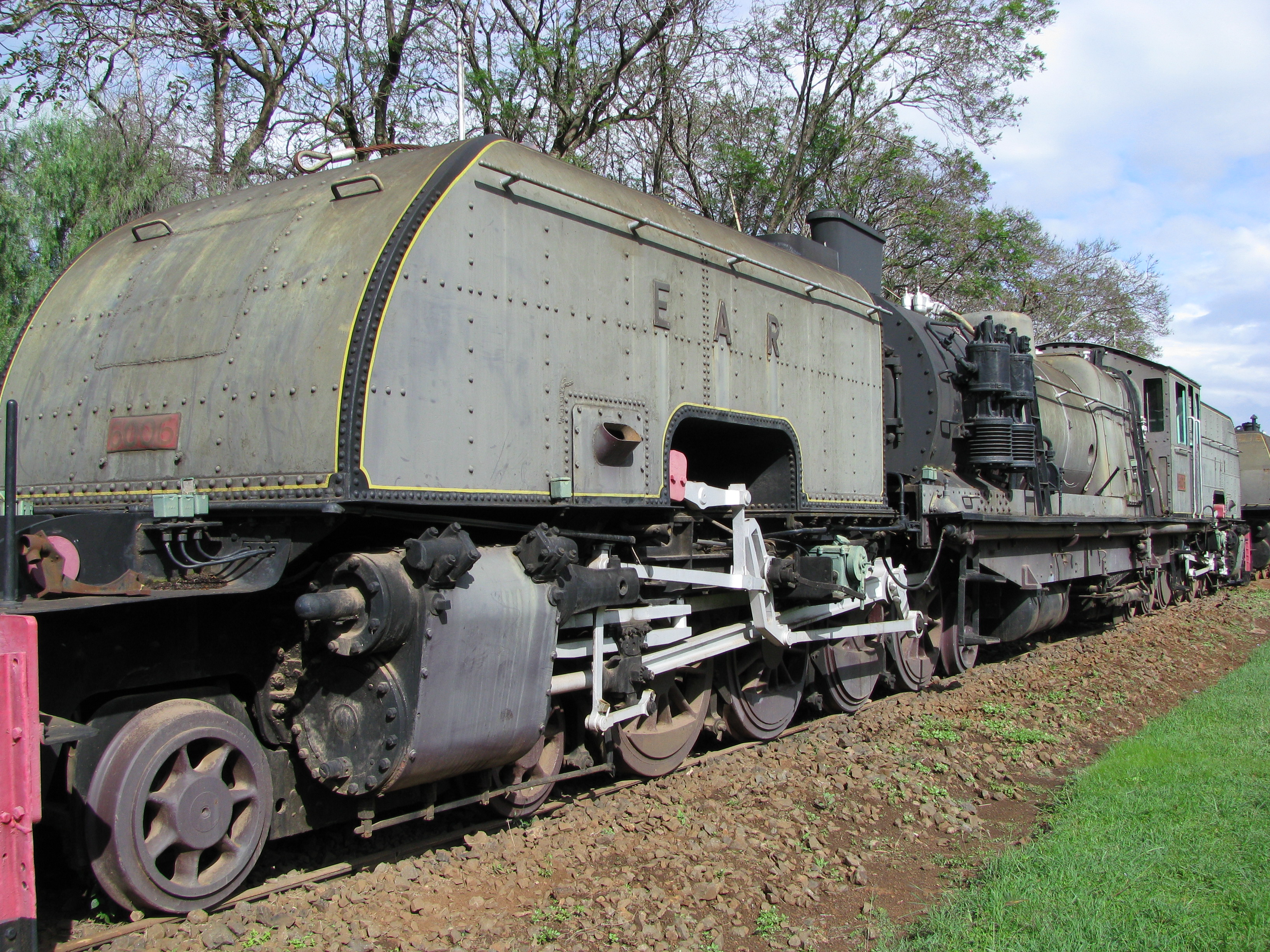
Локомотив 5930 «Mount Shengena»
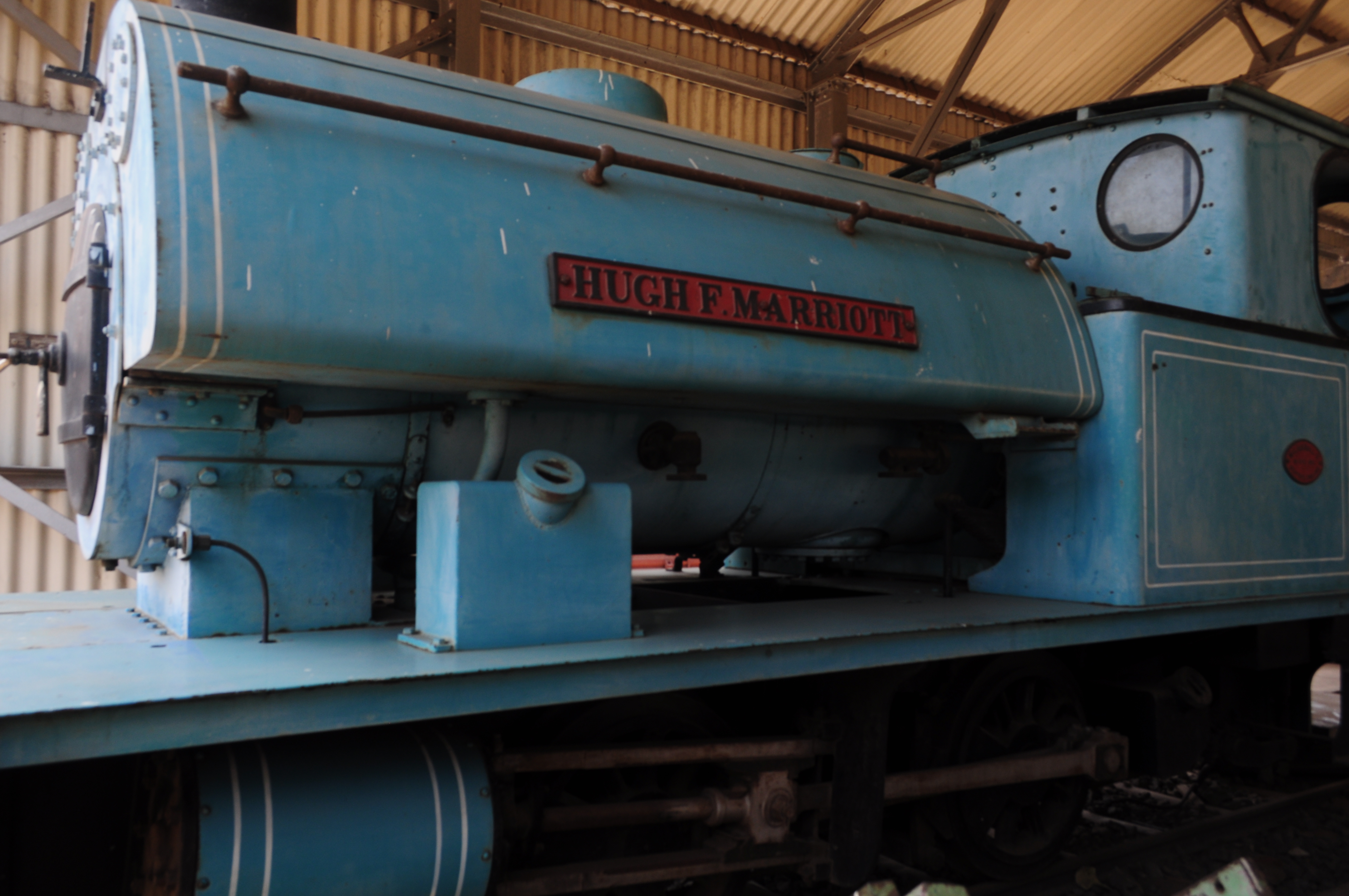
Локомотив «Hugh F Marriott»
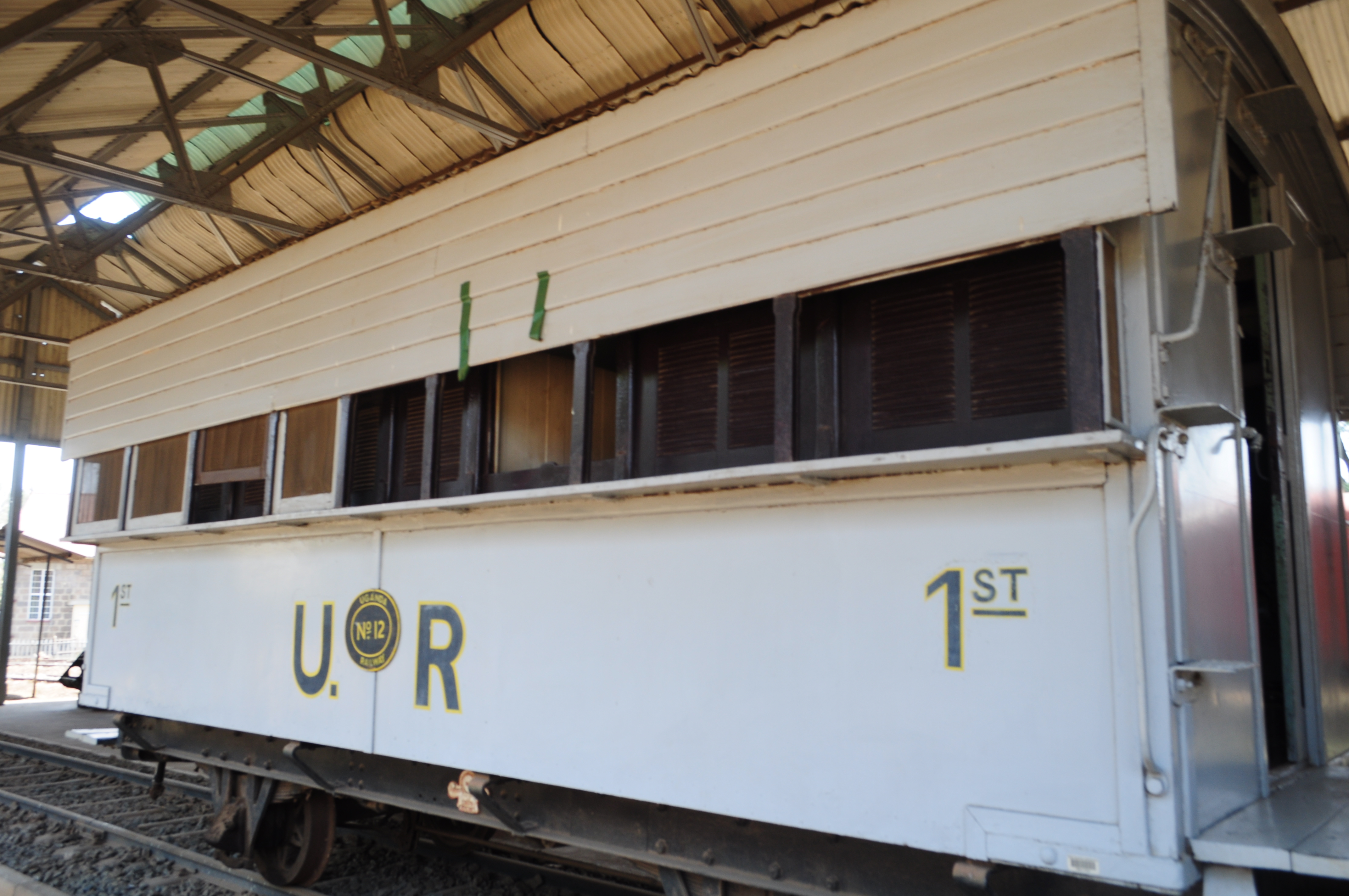
Вагон 1 класса
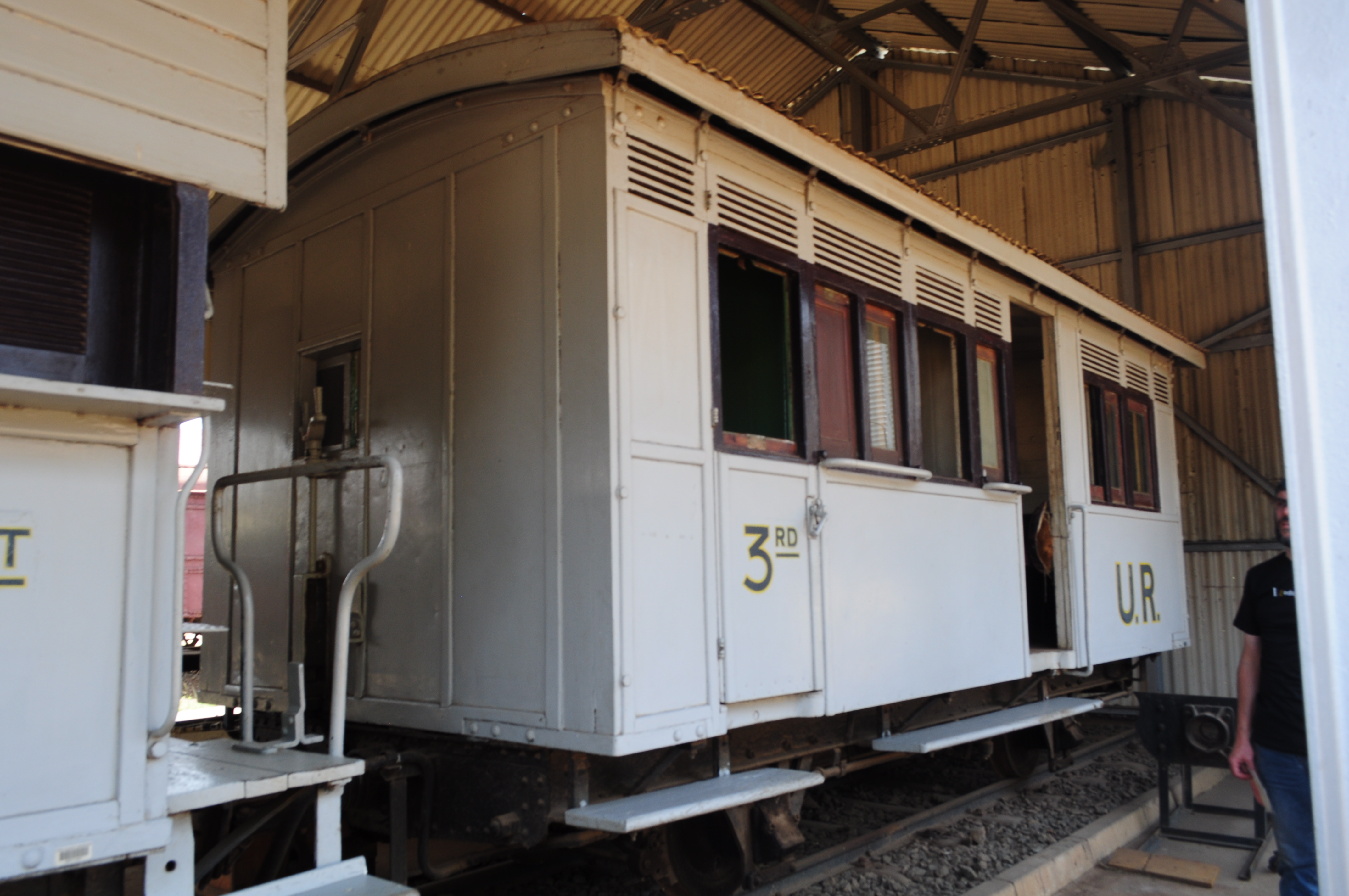
Вагон 3 класса
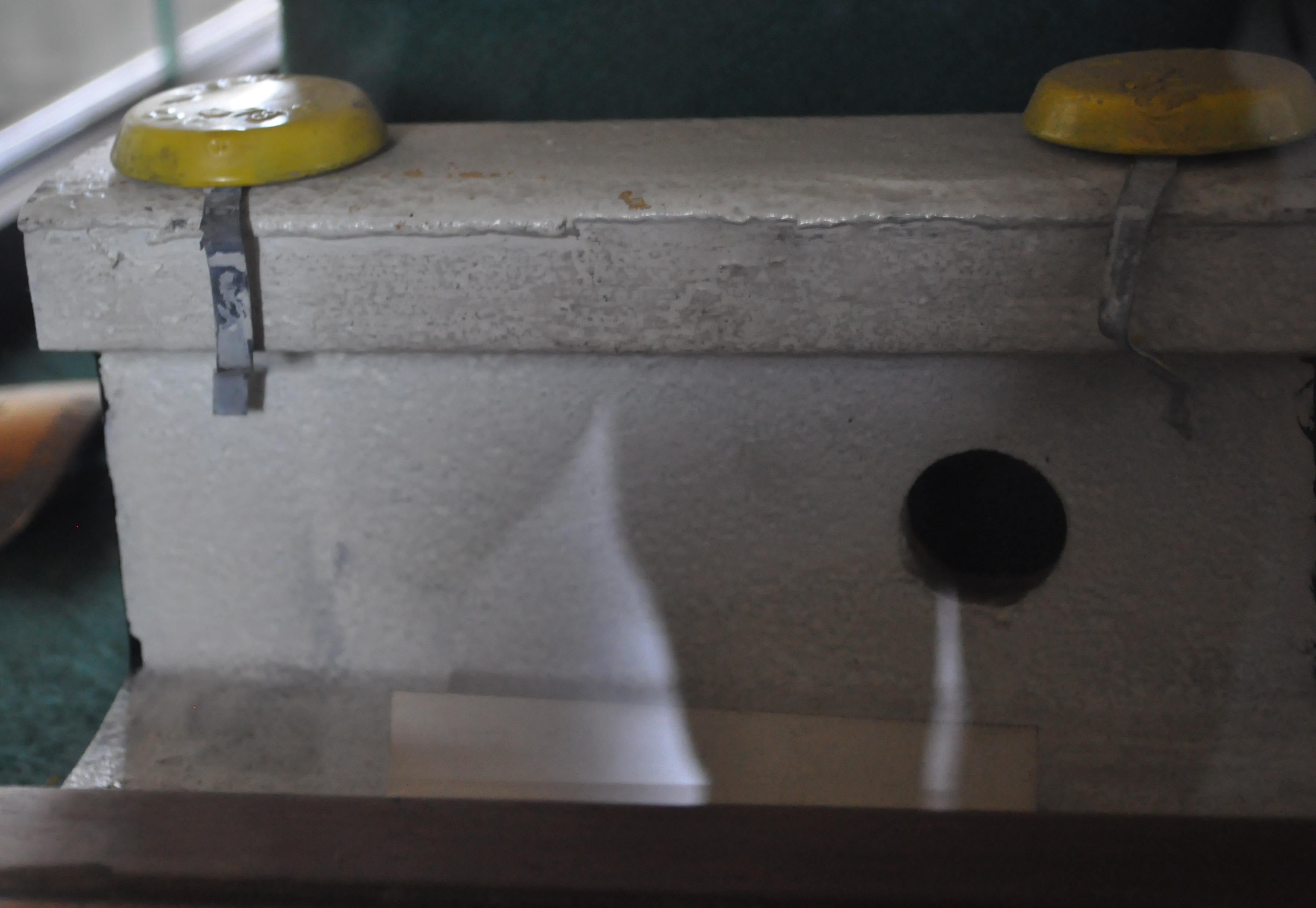
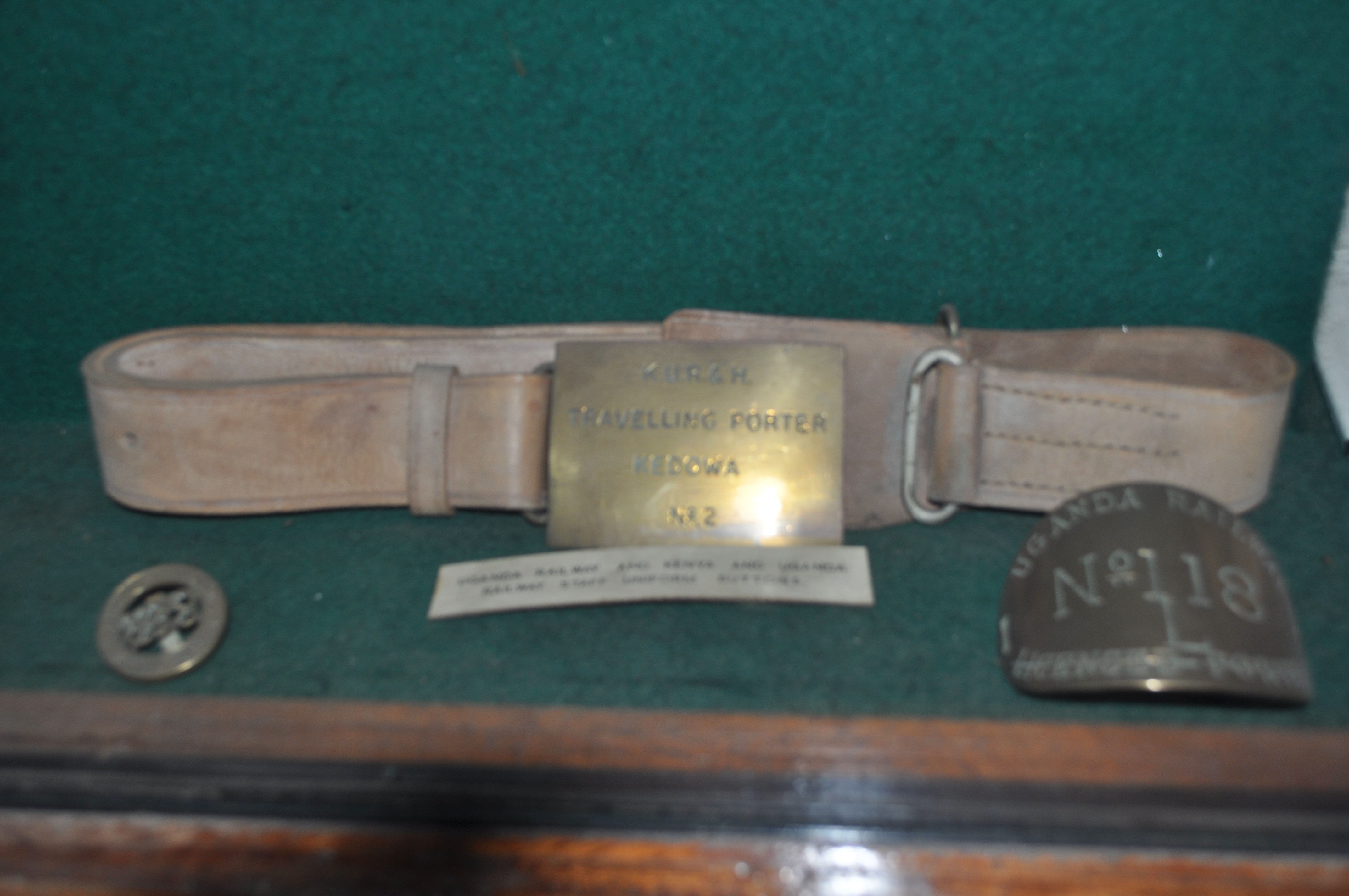